# Baumhaueria nobilis
Baumhaueria nobilis là một loài ruồi trong họ Tachinidae.